# Cabello/Carceller
Cabello/Carceller és una parella artística formada per Helena Cabello (París, 1963) i Ana Carceller (Madrid, 1964). L'equip Cabello/Carceller va iniciar la seva trajectòria conjunta l'any 1992, amb creacions basades en tècniques mixtes (vídeo, performance, fotografia, música, etc.) que posen en qüestió l'hegemonia de les normes i les polítiques sexuals i racials. En els darrers anys, Cabello/Carceller han realitzat performances basades en la lectura musicada o dansada d'assaigs clau de la teoria crítica contemporània, com Rapear Filosofía: Foucault, Sontag, Butler, Mbembe (2016), o la performance, iniciada l'any 2013, Bailar El género en disputa. Aquest assaig de Judith Butler defineix el que s'entén per «performativitat del gènere»: la necessitat d'actuar i reactualitzar constantment el gènere, que no és un atribut innat ni estable.